# Hoplopyga lugubris
Hoplopyga lugubris är en skalbaggsart som beskrevs av Thomson 1878. Hoplopyga lugubris ingår i släktet Hoplopyga och familjen Cetoniidae. Inga underarter finns listade i Catalogue of Life.